# Carlo Ridolfi

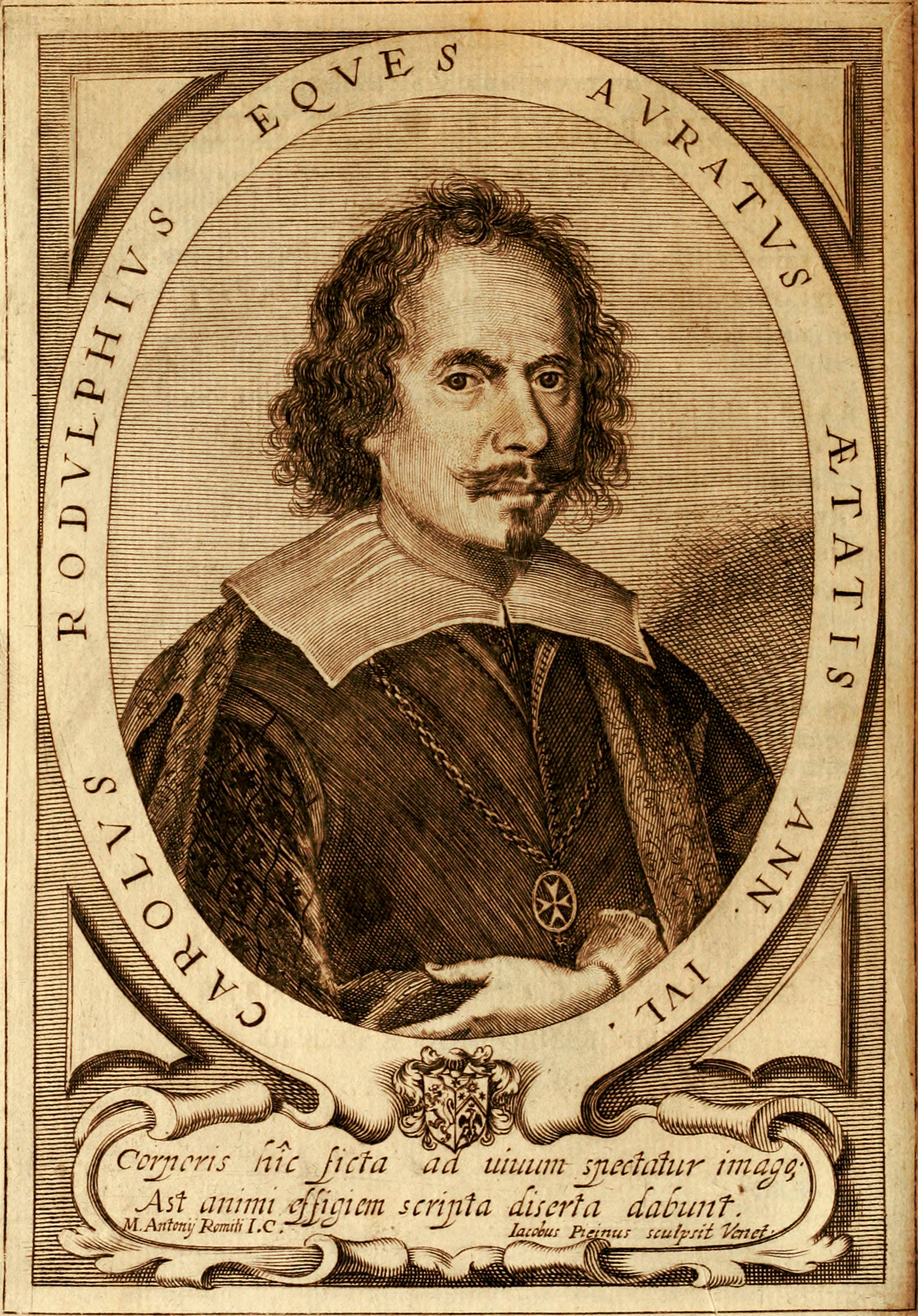
Giacomo Piccini: Porträt Carlo Ridolfi, vor 1648

Carlo Ridolfi (* 1. April 1594 in Lonigo; † 5. September 1658 in Venedig) war ein venezianischer Maler und Künstlerbiograph.

## Leben
Ridolfi kam als Carlo Sartor zur Welt, als Sohn des Marco und der Angela Boschetto. Getauft wurde er am 22. April 1594, wie die Gemeinderegister belegen. Warum er den Namen Ridolfi annahm, ist nicht klar, aber möglicherweise wollte er seine einfache Herkunft damit verbergen. Unsere Kenntnis über sein Leben basiert auf seinen biographischen Angaben in seinem Hauptwerk, den Maraviglie dell’arte (1648, 1924, Bd. II, S. 306–323). Darin erwähnt er, dass seine aus Deutschland stammenden Vorfahren sich Anfang des 16. Jahrhunderts in Venedig ansiedelten. Seine Eltern lebten vom Handel, doch waren sie nicht vermögend, und erwarben ein Haus in Lonigo – wie aus dem Testament des Vaters hervorgeht, in der „contrada di Piazza“. 1602 starb der Vater und hinterließ eine Frau und vier Jungen; Angela Boschetto heiratete ein zweites Mal, nämlich einen Andrea Schiasero.
Carlo Ridolfi lernte zunächst bei einem deutschen Maler und kam 1607 nach Venedig, wo er fünf Jahre lang bei Antonio Vassilacchi (1556–1629) lernte.
Ridolfi fertigte für die Chiesa di Ognissanti in Venedig eine Visitazione an, die sich heute in den Gallerie dell’Accademia befindet. Mit der Adorazione dei Magi kopierte er Paolo Veronese, ein Werk, das sich heute in der Kirche San Giovanni Elemosinario befindet. Ridolfi fertigte auch eine Kopie von Tintorettos Fußwaschung von 1548/49, die sich in der Kirche San Marcuola befindet.
Carlo Ridolfi wurde durch seine Künstlerbiographien bekannt, die als Le Maraviglie dell’arte 1646 bis 1648 publiziert wurden. In ihnen widmete er sich den Künstlern Venetiens. Damit setzte er sein Werk bewusst demjenigen von Giorgio Vasari entgegen. 1642 hatte er bereits das Leben des Jacopo Tintoretto veröffentlicht, 1646 das des Paolo Veronese.
Er starb am 5. September 1658 in Venedig an Malaria.

## Werke
- Le maraviglie dell’arte ovvero Le vite degli illustri pittori veneti e dello stato, Gio. Battista Sgava, 1648, (Digitalisat Band 1), (Digitalisat Band 2); 2. Aufl., Cartallier, Padua 1835. (Band 1, Digitalisat, Bd. 2)